# Fantômas
Fantômas — супергруппа Майка Паттона, в состав которой также входят гитарист Базз Осборн (Melvins), басист Тревор Данн (Mr. Bungle) и барабанщик Дэйв Ломбардо (Slayer).
В турне 2005 г. в качестве барабанщика выступал Терри Боззио (UK), поскольку Ломбардо в это время находился в турне вместе со Slayer.

## История группы
Вскоре после распада Faith No More в 1997 году Паттон написал некоторое количество музыки, которую он описал как «очень быстрый хардкорный материал в смеси с некоторым количеством шума, абсолютно лишённый импровизации, структурированный „до мозга костей“, при этом структуру музыки достаточно легко забыть, она не подчиняется привычной схеме с куплетами и припевами». В качестве важнейших влияний были названы музыка к мультфильмам и фильмам категории B. С целью записи этого материала в 1998 году была создана супергруппа Fantômas.
Паттон осуществлял подбор состава группы на основании личных знакомств (Данн, Осборн) и исполнительского мастерства (Ломбардо). Сначала он хотел предложить играть на ударных своему другу Игору Кавалере (Sepultura), однако тот не понял сути проекта, прослушав несколько демозаписей, после чего в коллектив был приглашён Дейв Ломбардо.
В 1999 году Fantômas стали первой группой, издавшей альбом на лейбле Паттона Ipecac.
В июне 2009 года ожидается выход нового альбома проекта, запланированного ещё в 2006 году. Паттон утверждает, что это будет полностью электронная запись.

## Стилевые особенности
Стиль коллектива сочетает в себе элементы множества музыкальных жанров, важнейшими из которых являются хеви-метал, экспериментальный рок и нойз. Многие произведения отличаются абсурдностью и специфическим юмором; некоторые критики отмечают влияние дадаизма. Традиционное для хеви-метала пение стихов под музыку практически не применяется в творчестве коллектива: обычно Паттон использует свой голос в качестве музыкального инструмента.
Каждый альбом коллектива обладает определённой концепцией:
1. Fantômas, также известный как Amenaza Al Mundo, посвящён теме комиксов. Вместо названий каждому треку альбома сопоставлен номер страницы.
2. The Director's Cut представляет собой сборник ремейков музыки из различных фильмов в характерной стилистике группы. Считается наиболее лёгким для восприятия альбомом коллектива.
3. Delìrium Còrdia — это одна композиция продолжительностью более часа, близкая к жанру эмбиент и посвящённая хирургическим вмешательствам без анестезии.
4. Suspended Animation сделан в стилистике музыки из мультфильмов.

## Состав
- Майк Паттон — голос, семплер, клавиши
- Базз Осборн — гитара
- Тревор Данн (англ. Trevor Dunn) — бас-гитара
- Дэйв Ломбардо — барабаны, перкуссия

## Дискография

### Fantômas
- 1999 — Fantômas
- 2001 — The Director’s Cut
- 2004 — Delìrium Còrdia
- 2005 — Suspended Animation

#### Участие всборникахисплитах
- 1998 — Great Jewish Music: Marc Bolan (трибьют Марку Болану), «Chariot Choogle»
- 2003 — Masada Anniversary Edition Volume 3: The Unknown Masada (сборник не издававшихся ранее композиций Джона Зорна из первой книги Масады), «Zemaraim»
- 2005 — Fantomas/Melt Banana (сплит с группой Melt Banana), «Animali In Calore Surriscaldati Con Ipertermia Genitale»
- 2005 — «Where Is the Line» (сингл Бьорк), «Where Is the Line (Fantômas Remix)»

### FantômasMelvins Big Band
- 2002 — Millennium Monsterwork Live: New Year's Eve 2000
- 2008 — Live From London 2006 DVD

### Fantômas &John Zorn
- 2001 — The Films of Kenneth Anger